# David Schaub
David Schaub ist ein Animations-Supervisor, der bei Sony Pictures Imageworks arbeitet und 2011 für Alice im Wunderland für den Oscar in der Kategorie Beste visuelle Effekte nominiert wurde. 

## Leben
In seiner Kindheit lebte er durch den Beruf seines Vaters, der für die NATO arbeitete, in verschiedenen Ländern. Mit zehn Jahren wohnte er beispielsweise in Belgien. Er studierte Maschinenbau und arbeitete nach seinem Abschluss für fast 10 Jahre bei Hughes Aircraft in El Segundo, Kalifornien. Danach bildete er sich an einer Abendschule der University of California, Los Angeles im Bereich Animation weiter und wurde 1995 von Sony Pictures Imageworks eingestellt. 
Sein erster Film war Der Hexenclub, ein Horrorfilm von Andrew Fleming. Danach kamen Filme wie Godzilla, Stuart Little und Cast Away – Verschollen. 2001 folgte der Film Evolution, für den er als Figurentrickzeichner tätig war. In den folgenden Jahren war er als Animationsleiter für die Filme Die Chroniken von Narnia: Der König von Narnia, Könige der Wellen und Alice im Wunderland zuständig. Für Alice im Wunderland war er 2011 zusammen mit Ken Ralston, Carey Villegas und Sean Phillips für den Oscar in der Kategorie Beste visuelle Effekte nominiert.

## Filmografie
- 1996: Der Hexenclub (The Craft)
- 1998: Patch Adams
- 1998: Godzilla
- 1999: Stuart Little
- 1999: Die Frau des Astronauten (The Astronaut's Wife)
- 2000: Cast Away – Verschollen (Cast Away)
- 2000: Hollow Man – Unsichtbare Gefahr (Hollow Man)
- 2001: Evolution
- 2002: Stuart Little 2
- 2004: Der Polarexpress (The Polar Express)
- 2005: Die Chroniken von Narnia: Der König von Narnia (The Chronicles of Narnia: The Lion, the Witch and the Wardrobe)
- 2007: I Am Legend
- 2007: Könige der Wellen (Surf's Up)
- 2010: Alice im Wunderland (Alice in Wonderland)
- 2012: The Amazing Spider-Man